# Northeast 82nd Avenue megállóhely
Northeast 82nd Avenue megállóhely a Metropolitan Area Express kék, zöld és piros vonalainak, valamint a TriMet autóbuszainak megállója az Oregon állambeli Portlandben.
A peronok a Northeast 82nd Avenue és az Interstate 84 találkozásánál helyezkednek el; a be- és kijutás a 82. sugárút felüljáróján át, az oda vezető lépcsőn és lifttel lehetséges.
A megálló a megnyitástól 2012 szeptemberéig, a zónarendszer felszámolásáig a kettes tarifazónába tartozott.

## Autóbuszok
- 72 – Killingsworth/82nd[3]
- 77 – Broadway/Halsey[4]

| Előző állomás                                     |  | Metropolitan Area Express |  | Következő állomás                                                          |
| ------------------------------------------------- |  | ------------------------- |  | -------------------------------------------------------------------------- |
| NE 60th Avetovább Hatfield Government Center felé |  | Kék vonal                 |  | Gateway/NE 99th Ave pályaudvartovább Cleveland Avenue felé                 |
| NE 60th Avetovább PSU South felé                  |  | Zöld vonal                |  | Gateway/NE 99th Ave pályaudvartovább Clackamas Town Center pályaudvar felé |
| NE 60th Avetovább Beaverton pályaudvar felé       |  | Piros vonal               |  | Gateway/NE 99th Ave pályaudvartovább Portland International Airport felé   |

## Fordítás
- Ez a szócikk részben vagy egészben  a   Northeast 82nd Avenue MAX Station című angol Wikipédia-szócikk ezen változatának fordításán alapul.  Az eredeti cikk szerkesztőit annak laptörténete sorolja fel. Ez a jelzés csupán a megfogalmazás eredetét és a szerzői jogokat jelzi, nem szolgál a cikkben szereplő információk forrásmegjelöléseként.